# Shawn Buchanan
Shawn Buchanan (* 6. Juli 1982 in Vancouver, British Columbia) ist ein professioneller kanadischer Pokerspieler. Er gewann 2007 das Main Event der World Poker Tour und 2019 ein Bracelet bei der World Series of Poker.

## Persönliches
Buchanan arbeitete vor seiner Pokerkarriere als Landschaftsgärtner. Er lebt in Abbotsford.

## Pokerkarriere
Buchanan spielt online unter den Nicknames buck21 (PokerStars) sowie bucky21 (WSOP.com) und nutzte bei Full Tilt Poker seinen echten Namen. Bis Mai 2018 erspielte er sich auf diesen Plattformen mit Cash Games einen Profit von knapp 700.000 US-Dollar. Auf PokerStars gewann er 2007 ein Turnier der World Championship of Online Poker, 2012 und 2013 je einen Titel bei der Spring Championship of Online Poker sowie 2014 ein Event der Turbo Championship of Online Poker und war damit der erste Spieler, der Siege bei jeder dieser Turnierserien errang.
Seine erste Geldplatzierung bei einem Live-Turnier erzielte Buchanan im März 2004 im kanadischen Regina. Im Mai 2004 war er erstmals bei der World Series of Poker (WSOP) im Binion’s Horseshoe in Las Vegas erfolgreich und kam bei einem Turnier der Variante No Limit Hold’em in die Geldränge. Beim Main Event des PokerStars Caribbean Adventures (PCA) auf den Bahamas belegte er Anfang Januar 2005 den mit über 25.000 US-Dollar dotierten 13. Platz. Im Juni 2007 setzte sich der Kanadier beim Main Event der World Poker Tour im Mandalay Bay Resort and Casino am Las Vegas Strip durch und sicherte sich eine Siegprämie von knapp 770.000 US-Dollar. Mitte Juni 2008 erreichte er seinen ersten Finaltisch bei der mittlerweile im Rio All-Suite Hotel and Casino ausgespielten WSOP und beendete diesen als Vierter für rund 220.000 US-Dollar. Mitte Dezember 2009 belegte er beim WPT-Main-Event im Hotel Bellagio am Las Vegas Strip den vierten Rang, der mit mehr als 330.000 US-Dollar bezahlt wurde. An gleicher Stelle saß er Ende April 2010 erneut am Finaltisch des WPT-Main-Events und wurde Dritter für knapp 600.000 US-Dollar. Bei der WSOP 2010 erzielte Buchanan insgesamt acht Geldplatzierungen, dabei sicherte er sich sein mit Abstand höchstes Preisgeld von mehr als 800.000 US-Dollar für den zweiten Platz bei einem Event in Six Handed No Limit Hold’em. Im Jahr darauf belegte er bei der WSOP 2011 den zweiten Platz bei der Weltmeisterschaft der gemischten Variante H.O.R.S.E., was ihm rund 375.000 US-Dollar einbrachte. Aufgrund zwei weiterer Finaltische im Oktober 2011 bei der World Series of Poker Europe in Cannes, für die er mehr als 400.000 Euro erhielt, belegte der Kanadier den vierten Platz in der Rangliste des WSOP Player of the Year. Mitte Januar 2012 gewann er das PCA High Roller und sicherte sich aufgrund eines Deals mit zwei anderen Spielern über 200.000 US-Dollar. Im Dezember 2012 wurde er beim WPT-Main-Event im Bellagio Zweiter und erhielt knapp 750.000 US-Dollar. Bei der WSOP 2015 wurde Buchanan Achter bei der Poker Player’s Championship, wofür er rund 140.000 US-Dollar erhielt. Im Januar 2018 belegte er beim PCA-Main-Event ebenfalls den zweiten Platz und sicherte sich mehr als 670.000 US-Dollar. Bei der WSOP 2019 gewann er unter dem Nickname bucky21 ein online ausgespieltes Turnier und sicherte sich ein Bracelet sowie eine Siegprämie von mehr als 220.000 US-Dollar.
Insgesamt hat sich Buchanan mit Poker bei Live-Turnieren mehr als 7 Millionen US-Dollar erspielt.